# Neoklasični metal
Neoklasični metal (eng. Neoclassical metal) je podvrsta heavy metala. Nastao je pod velikim utjecajem klasične glazbe, s posuđenim elementima speed metala. Često sadrži vrlo vješto sviranje instrumenata, pogotovo gitare. Ritchie Blackmore, gitarist rock sastava Deep Purple, smatra se pionirom žanra, tako što je spojio elemente klasične glazbe i blues rocka. Kasnije, Yngwie Malmsteen postao je jedan od najutjecajnijih glazbenika u žanru te je uvelike doprinosio razvoju žanra tijekom 1980-ih. Ostali utjecajni glazbenici su Randy Rhoads, Jason Becker, Tony MacAlpine, Vinnie Moore, Luke Fortini, Uli Jon Roth, Stéphan Forté, Timo Tolkki.

## Povijest
Tijekom 1960-ih i 1970-ih, mnogo je radova utjecalo na ovaj žanr, album Deep Purplea Concerto for Group and Orchestra se vodi kao najvažniji. Drugi sastavi, kao Rainbow također su utjecali na žanr. Neoklasični metal bio je slabo razvijen i popularan žanr, sve do 1980-ih, kada je postao izrazito popularan.
"Zlatno doba" neoklasičnog metala počinje sredinom 1980-ih, gdje je mnoštvo samostalnih gitarista snimalo albume s brzim gitarskim solo dionicama. Švedski gitarist Yngwie Malmsteen, smatra se osnivačem, te još uvijek "kralj" neoklasičnog metala.
Neki od najpopularnijih sastava koji sadrže elemente neoklasičnog metala su: Rhapsody of Fire, Dark Moor, DragonForce, Stratovarius, Sonata Arctica, Nightwish itd.